# 吉田隆義
吉田 隆義（よしだ たかよし、1966年1月1日 - ）は、愛知県出身のボートレーサー。登録番号、3231。57期。同期には、長岡茂一、山川美由紀、小畑実成らがいる。

## 来歴
2000年12月24日、平和島競艇場にて開催された第15回賞金王シリーズ戦でSG初優勝する。

## 獲得タイトル
- 2000年 12月24日 第15回 賞金王シリーズ戦（平和島競艇場）